# Liga Norte Grande 2024
La Liga Norte Grande o Top 8 del Norte es una competición regional de clubes de rugby del norte de Argentina.
La competición cuenta con la participación de equipos de la Unión de Rugby de Salta y la Unión Santiagueña de Rugby en un primer nivel, mientras que los clubes de la Unión Jujeña de Rugby se incorporarán en un segundo nivel junto con el desarrollo de Salta y Santiago.
El sistema de disputa será todos contra todos a una rueda, disputando siete fechas de clasificación. Los cuatro primeros clubes en la tabla de posiciones disputarán las semifinales y posteriormente la final. 
Los clubes en desarrollo jugarán los campeonatos locales correspondientes (Jujuy, Salta y Santiago) y los campeones se cruzarán en una final, el campeón disputará un partido ante el octavo clasificado del Top 8. Por el momento no se disputará un ascenso al Top 8, atento a que los clubes en desarrollo deben además de obtener mérito deportivo cumplir con requisitos institucionales.

## Equipos participantes

### Unión de Rugby de Salta
- Club de Gimnasia y Tiro

- Tiro Federal de Salta

- Universitario Rugby Club (Salta)

- Jockey Club de Salta

- Tigres Rugby Club

### Unión Santiagueña de Rugby
- Santiago Lawn Tennis Club

- Old Lions Rugby Club

- Santiago Rugby Club

## Tabla
| Equipos                          | Encuentros | Encuentros | Encuentros | Encuentros | Bonus | Puntos |
| Equipos                          | PJ         | PG         | PE         | PP         | Bonus | Puntos |
| -------------------------------- | ---------- | ---------- | ---------- | ---------- | ----- | ------ |
| Jockey Club de Salta             | 9          | 7          | 1          | 1          | 6     | 36     |
| Old Lions Rugby Club             | 9          | 7          | 1          | 1          | 5     | 35     |
| Universitario Rugby Club (Salta) | 9          | 5          | 0          | 4          | 5     | 25     |
| Tigres Rugby Club                | 9          | 4          | 1          | 4          | 2     | 20     |
| Santiago Lawn Tennis Club        | 7          | 3          | 1          | 3          | 4     | 18     |
| Club de Gimnasia y Tiro          | 7          | 3          | 0          | 4          | 3     | 15     |
| Tiro Federal de Salta            | 7          | 1          | 0          | 6          | 2     | 6      |
| Santiago Rugby Club              | 7          | 0          | 0          | 7          | 0     | 0      |
|  | Clasificados a la Final y al Torneo Regional del Noroeste 2024 |

|  | Clasificados al Tercer Puesto. |

## Desarrollo
| Fecha | Equipo local              | Resultado | Equipo visitante          |
| ----- | ------------------------- | --------- | ------------------------- |
| 1     | Old Lions RC              | 62-14     | Santiago Rugby            |
| 1     | Universitario RC          | 23-20     | Santiago Lawn Tennis Club |
| 1     | Jockey Club               | 25-21     | Tiro Federal              |
| 1     | Gimnasia y Tiro           | 29-20     | Tigres RC                 |
| 2     | Old Lions RC              | 22-22     | Jockey Club               |
| 2     | Tigres RC                 | 81-7      | Santiago Rugby            |
| 2     | Santiago Lawn Tennis Club | 44-17     | Tiro Federal              |
| 2     | Universitario RC          | 31-17     | Gimnasia y Tiro           |
| 3     | Santiago Lawn Tennis Club | 25-32     | Old Lions RC              |
| 3     | Santiago Rugby            | 0-104     | Jockey Club               |
| 3     | Gimnasia y Tiro           | 47-10     | Tiro Federal              |
| 3     | Tigres RC                 | 26-24     | Universitario RC          |
| 4     | Gimnasia y Tiro           | 20-35     | Old Lions RC              |
| 4     | Jockey Club               | 44-16     | Santiago Lawn Tennis Club |
| 4     | Santiago Rugby            | 5-65      | Universitario RC          |
| 4     | Tigres RC                 | 61-10     | Tiro Federal              |
| 5     | Santiago Lawn Tennis Club | 52-17     | Santiago Rugby            |
| 5     | Old Lions RC              | 23-6      | Tigres RC                 |
| 5     | Gimnasia y Tiro           | 12-33     | Jockey Club               |
| 5     | Universitario RC          | 59-5      | Tiro Federal              |
| 6     | Old Lions RC              | 43-20     | Universitario RC          |
| 6     | Santiago Lawn Tennis Club | 38-34     | Gimnasia y Tiro           |
| 6     | Tiro Federal              | 42-12     | Santiago Rugby            |
| 6     | Jockey Club               | 24-30     | Tigres RC                 |
| 7     | Tiro Federal              | 38-55     | Old Lions RC              |
| 7     | Santiago Lawn Tennis Club | 30-30     | Tigres RC                 |
| 7     | Santiago Rugby            | 17-82     | Gimnasia y Tiro           |
| 7     | Jockey Club               | 10-6      | Universitario RC          |
| 8     | Universitario RC          | 34-26     | Old Lions RC              |
| 8     | Jockey Club               | 36-10     | Tigres RC                 |
| 9     | Old Lions RC              | 39-12     | Tigres RC                 |
| 9     | Jockey Club               | 23-17     | Universitario RC          |

## Fase Final[3]

### Tercer Puesto
| 18 de Mayo | Tigres | 40-34 | Universitario | Tigres Rugby Club, Salta |  |

| Ganador Tigres |

### Final
Ambos clasifican al Torneo Regional del Noroeste 2024
| 18 de Mayo | Old Lions | 22-28 | Jockey | Old Lions Rugby Club, Santiago del Estero |  |

| Campeón Jockey                   |
|                                  |
| Bandera de la Provincia de Salta |